# Poniranje Dunava
Poniranje Dunava (njemački: Donauversickerung) je hidrogeološka zanimljivost u gornjim toku Dunava između sela Immendingena i Möhringena i blizu Fridingena u Njemačkoj saveznoj pokrajini Baden-Württembergu. 
Voda Dunava na različitim mjestima otječe u podzemlje i nastavlja svoj put podzemno. Uglavnom u ljetnim mjesecima, kada kroz korito teče vrlo malo vode, ponekada i cijela rijeka može nestati u krškom otvorima.
Zanimljivost je, da dio vode izvire 12 km dalje kao rijeka Ach, koja teče preko Bodenskog jezera u Rajnu. 

## Galerija
- Povremeno je potpuno suho korito Dunava
- Jedno od glavnih mjesta poniranja blizu Immendingena
- Znak kod Immendingena